# Nowa Wieś (Strzelce Opolskie)
Nowa Wieś – część miasta Strzelce Opolskie, dawniej wieś, położona w województwie opolskim, w powiecie strzeleckim, w gminie Strzelce Opolskie.
W latach 1975–1998 miejscowość należała administracyjnie do województwa opolskiego. Stanowi sołectwo w gminie Strzelce Opolskie.
1 grudnia 1945 włączona do Strzelec.